# Dario Frigo
Dario Frigo (Saronno, 18 settembre 1973) è un ex ciclista su strada italiano.
Professionista dal 1996 al 2005, vinse due tappe al Giro d'Italia, una al Tour de France e un titolo nazionale a cronometro.

## Carriera

### Gli esordi e la crescita in Saeco
Incomincia a correre a 13 anni con la divisa della milanese Genova 1913. La prima corsa la disputa nel milanese ma si ritira, e nei primi due anni i risultati non arrivano. Maturando gradatamente passa allievo con la FGM-Michelin di Varedo, formazione in cui corre per due anni: al secondo anno ottiene la sua prima vittoria, a Puginate di Bregnano nel comasco, nella corsa d'inizio stagione. Nella categoria juniores corre con la UC Comense e trionfa a Campofiorenzo in Brianza. Al secondo anno, nel 1991, conquista cinque vittorie. Approda nel 1992 alla categoria Dilettanti con la bergamasca G.S. Cosmos; i primi successi arrivano nel secondo anno: conquista sei vittorie, tra cui la tappa di Crévacol al Giro della Valle d'Aosta e la cronoscalata Baveno-Levo. Poi altri successi nelle stagioni successive: nel 1994 ancora al Giro della Valle d'Aosta nella tappa di Les Contamines, oltre ai successi nella Coppa Città di San Daniele e nel Gran Premio di Poggiana, e, nell'ultima stagione, la cronoscalata Berceto-Passo Cisa.
Negli ultimi mesi del 1995 gareggia da stagista con la maglia della Mercatone Uno-Saeco, la formazione quell'anno di Michele Bartoli, Mario Cipollini e Francesco Casagrande; il debutto arriva al Giro del Veneto. Dal 1996 è ufficialmente professionista con la Saeco, che sarà la sua formazione per quattro anni. In stagione partecipa per la prima volta al Giro d'Italia, portandolo a termine. L'anno dopo è invece sesto al Trofeo Pantalica e secondo nella tappa di Lanciano al Giro d'Italia, corsa (vinta dal suo capitano Ivan Gotti) che conclude al quattordicesimo posto; corre anche per la prima volta il Tour de France.
Nei primi mesi del 1998 conclude quinto alla Setmana Catalana, sesto alla Klasika Primavera e secondo al Giro del Trentino; nel finale di annata si piazza invece terzo al Trofeo Melinda, corre la sua prima Vuelta a España, ritirandosi, ed è infine sesto al Giro del Piemonte. Nel 1999 è settimo alla Parigi-Nizza, mentre al Giro d'Italia raggiunge per alcune tappe il terzo posto della generale: è però costretto al ritiro durante la tredicesima frazione per una caduta che gli causa la frattura della clavicola. In luglio ottiene il primo successo da professionista, nella seconda tappa del Dekra Open Stuttgart, in Germania, vincendo poi anche la classifica generale della corsa; nel finale di stagione termina in seconda posizione la Vuelta a Burgos e in terza il Gran Premio Beghelli.

### 2000-2001: l'affermazione e i fatti di Sanremo al Giro
Nel 2000 passa tra le file della Fassa Bortolo e arrivano i successi nella tappa di Arco di Trento al Giro del Trentino e al Giro di Campania; conclude tredicesimo al Giro d'Italia ed è poi secondo al Tour de Suisse alle spalle di Oscar Camenzind. Nel finale di stagione partecipa alla cronometro dei mondiali di Plouay, raggiungendo il sesto posto finale, miglior italiano.
Arrivano importanti risultati all'inizio del 2001: la vittoria nella cronoscalata al Col d'Èze e nella classifica finale della Parigi-Nizza (secondo italiano a vincere la corsa), il secondo posto alla Settimana Internazionale di Coppi e Bartali, il settimo alla Freccia Vallone, tre podi parziali e la classifica finale del Tour de Romandie.
Comincia il Giro d'Italia come gregario di lusso di Francesco Casagrande, con l'incognita della tenuta in una gara a tappe di tre settimane. Nel prologo è secondo dietro il vincitore Verbrugghe, e grazie a questo piazzamento e a quello nella quarta tappa con arrivo in salita, riesce a conquistare la maglia rosa. Terrà il simbolo del primato per nove giorni cedendolo a Gilberto Simoni al termine della tappa con arrivo al Passo Pordoi, nella tredicesima frazione. Il distacco in classifica tra i due è comunque minimo. Il 3 giugno Frigo vince la quindicesima tappa, la Sirmione-Salò, una prova a cronometro, ma Simoni secondo riesce a tenere la maglia. Il 7 giugno è prevista un'importante tappa, la Imperia-Sant'Anna di Vinadio, ma la prova viene annullata in seguito alle perquisizioni dei NAS negli alberghi di Sanremo dove alloggiavano le squadre partecipanti al Giro; i corridori rimangono infatti per lungo tempo a disposizione delle forze dell'ordine senza avere la possibilità di riposare adeguatamente e così si decide per l'annullamento.
Durante le perquisizioni a Frigo vengono trovati cerotti al testosterone, una siringa usata e delle fialette con sostanze dopanti che, per sua ammissione, possedeva, sebbene affermasse di non averle mai usate. La mattina del 9 giugno Frigo non parte da Busto Arsizio perché licenziato dal suo Gruppo Sportivo. In seguito si scopre che il ciclista era stato truffato nell'acquisto su internet, dato che il contenuto di alcune fialette di presunto "Hemassist", un'emoglobina sintetica, non corrispondeva al prodotto riportato in etichetta, ma a semplice acqua e sale (o solo acqua, secondo altre fonti). Frigo viene comunque sospeso per nove mesi dalla commissione disciplinare della Federciclismo.

### 2002-2005: il rientro, i successi a Giro e Tour e il ritiro
Nel 2002 è ingaggiato dalla Tacconi Sport-Emmegi di Davide Boifava e al suo rientro alle corse, in marzo alla Parigi-Nizza, vince la tappa più dura con arrivo al Col d'Èze. In seguito vince una tappa e la classifica finale del Tour de Romandie, bissando il risultato dell'anno prima. Si ripresenta alla partenza del Giro d'Italia, ma pur riuscendo a rimanere sempre con i primi, conclude con un decimo posto in classifica a 11'50" dal vincitore Paolo Savoldelli. Dopo il Giro vince il campionato italiano a cronometro e si presenta al via al Tour de France: è subito fuori classifica ma nel finale riesce a vincere la 17ª tappa con una fuga azzeccata a Cluses. Dopo aver finito il Tour in crescendo di condizione, nel mese di agosto vince il Campionato di Zurigo, prova di Coppa del mondo, e firma per il 2003 di nuovo con la Fassa Bortolo. Conclude la stagione al sesto posto della classifica UCI.
Nel 2003 parte forte e nella prima metà della stagione vince sei corse: una tappa e la classifica finale sia alla Volta a la Comunitat Valenciana che alla Setmana Catalana, una frazione alla Parigi-Nizza e una al Giro d'Italia, sul traguardo di Chianale, concludendo la corsa al settimo posto. Poi si concentra sul finale di stagione, porta a termine la Vuelta a España con la ventunesima piazza e partecipa ai Mondiali di Hamilton sia nella prova a cronometro, che conclude al quinto posto, sia in quella in linea, dove si ritira ma solo dopo aver lavorato per la squadra. Chiude l'anno con il terzo posto al Giro di Lombardia. Il 2004 è un anno negativo: tre mesi lontano dalle corse per problemi fisici, il Giro d'Italia saltato e un recupero lento e difficile non gli permettono di vincere alcuna corsa. Nonostante tutto, nel finale di stagione ottiene alcuni podi nelle classiche italiane (secondo alla Coppa Agostoni, terzo al Trofeo Melinda) e per il secondo anno consecutivo è selezionato per la prova in linea dei Mondiali, disputati a Verona, dove conclude 22º.
Nella prima parte del 2005 si classifica quarto al Trofeo Laigueglia, torna quindi al successo vincendo la terza tappa del Giro di Lussemburgo. A luglio, durante il Tour de France, lui e sua moglie sono fermati dalla polizia francese al termine della tappa di Courchevel. La moglie era stata infatti fermata al posto doganale di Albertville e sulla sua auto erano state trovate sostanze proibite dall'UCI (una decina di dosi di Epo, l'eritropoietina, sostanza vietata). Il corridore, escluso dalla corsa e licenziato dal team Fassa Bortolo, viene posto in libertà vigilata insieme alla moglie subito dopo l'interrogatorio, ma a seguito della vicenda annuncia il ritiro definitivo dall'attività professionistica.

## Inchieste giudiziarie
In merito ai fatti del 2005, nel settembre 2008 Dario Frigo e la moglie vengono condannati in primo grado dal tribunale di Albertville a sei mesi con la condizionale, più ammenda doganale di 8.757 euro, per reato legato al possesso e al traffico di prodotti dopanti. L'avvocato generale ricorre alla corte d'appello di Chambéry chiedendo un anno di carcere con la condizionale per il ciclista e sei mesi per la moglie. Nell'aprile 2009 la corte d'appello di Chambéry commuta la pena di entrambi a tre mesi con la condizionale. Nella sentenza viene riconosciuta l'esistenza, già denunciata dallo stesso Frigo, di un sistema di doping organizzato in seno al team Fassa Bortolo, e sostanzialmente imposto dai dirigenti ai ciclisti della squadra; vengono così ritenute credibili, anche dal confronto in aula con gli altri testimoni, le deposizioni rese da Frigo già al processo di primo grado di Albertville. I magistrati riportano: «Le pressioni subite da Dario Frigo perché si piegasse di nuovo alle pratiche sistematiche di doping istituzionalizzate in seno alla sua squadra sono evidenti» e «Le umiliazioni e le vessazioni dei dirigenti della Fassa Bortolo hanno colpito particolarmente il corridore, la cui salute era ormai incrinata da anni di doping in seguito ad un sistema scandaloso ben lontano da qualsiasi etica sportiva».

## Palmarès
- 1993 (dilettanti)

Baveno-Levo
4ª tappa Giro della Valle d'Aosta (Morgex > Saint-Rhémy-en-Bosses)
- 1994 (dilettanti)

Coppa Città di San Daniele
Gran Premio di Poggiana
4ª tappa Giro della Valle d'Aosta (Arvier > Les Contamines-Montjoie)
- 1995 (dilettanti)

Berceto-Passo Cisa
- 1999 (Saeco, due vittorie)

1ª tappa Dekra Open Stuttgart (Stoccarda > Wart)
Classifica generale Dekra Open Stuttgart
- 2000 (Fassa Bortolo, due vittorie)

Giro di Campania
4ª tappa Giro del Trentino (Malcesine > Arco di Trento)
- 2001 (Fassa Bortolo, quattro vittorie)

7ª tappa Parigi-Nizza (Nizza > Col d'Èze, cronometro)
Classifica generale Parigi-Nizza
15ª tappa Giro d'Italia (Sirmione > Salò, cronometro)
Classifica generale Tour de Romandie
- 2002 (Tacconi Sport, sette vittorie)

6ª tappa Parigi-Nizza (Saint-Raphaël > Nizza-Col d'Èze)
2ª tappa Tour de Romandie (Charmey > La Gruyère)
Classifica generale Tour de Romandie
Campionati italiani, Prova a cronometro
17ª tappa Tour de France (Aime > Cluses)
Meisterschaft von Zürich
Subida a Urkiola
- 2003 (Fassa Bortolo, sei vittorie)

1ª tappa Volta a la Comunitat Valenciana (San Vicente del Raspeig, cronometro)
Classifica generale Volta a la Comunitat Valenciana
4ª tappa Parigi-Nizza (Sorgenti Perrier > Vergèze, cronometro)
4ª tappa Setmana Catalana (Parets del Vallès > Bagà/Coll de Pal)
Classifica generale Setmana Catalana
18ª tappa Giro d'Italia (Santuario di Vicoforte > Chianale)
- 2005 (Fassa Bortolo, una vittoria)

3ª tappa Tour de Luxembourg (Mersch > Lussemburgo)

### Altri successi
- 2003 (Fassa Bortolo)

Classifica combinata Volta a la Comunitat Valenciana

## Piazzamenti

### Grandi Giri
- Giro d'Italia

1996: 84º
1997: 14º
1998: 42º
1999: ritirato (13ª tappa)
2000: 13º
2001: non partito (20ª tappa)
2002: 10º
2003: 7º
Tour de France
1997: ritirato (14ª tappa)
2002: 25º
2005: non partito (11ª tappa)
- Vuelta a España

1998: ritirato (11ª tappa)
1999: ritirato (5ª tappa)
2003: 21º

### Classiche monumento
- Milano-Sanremo

2002: 104º
- Liegi-Bastogne-Liegi

1998: 93º
2000: 11º
2001: 59º
2002: 61º
2005: 55º
- Giro di Lombardia

1999: 40º
2002: 9º
2003: 3º
2004: 8º

### Competizioni mondiali
- Campionati del mondo

Hamilton 2003 - In linea: ritirato
Hamilton 2003 - Cronometro: 5º
Verona 2004 - In linea: 22º